# Motorista

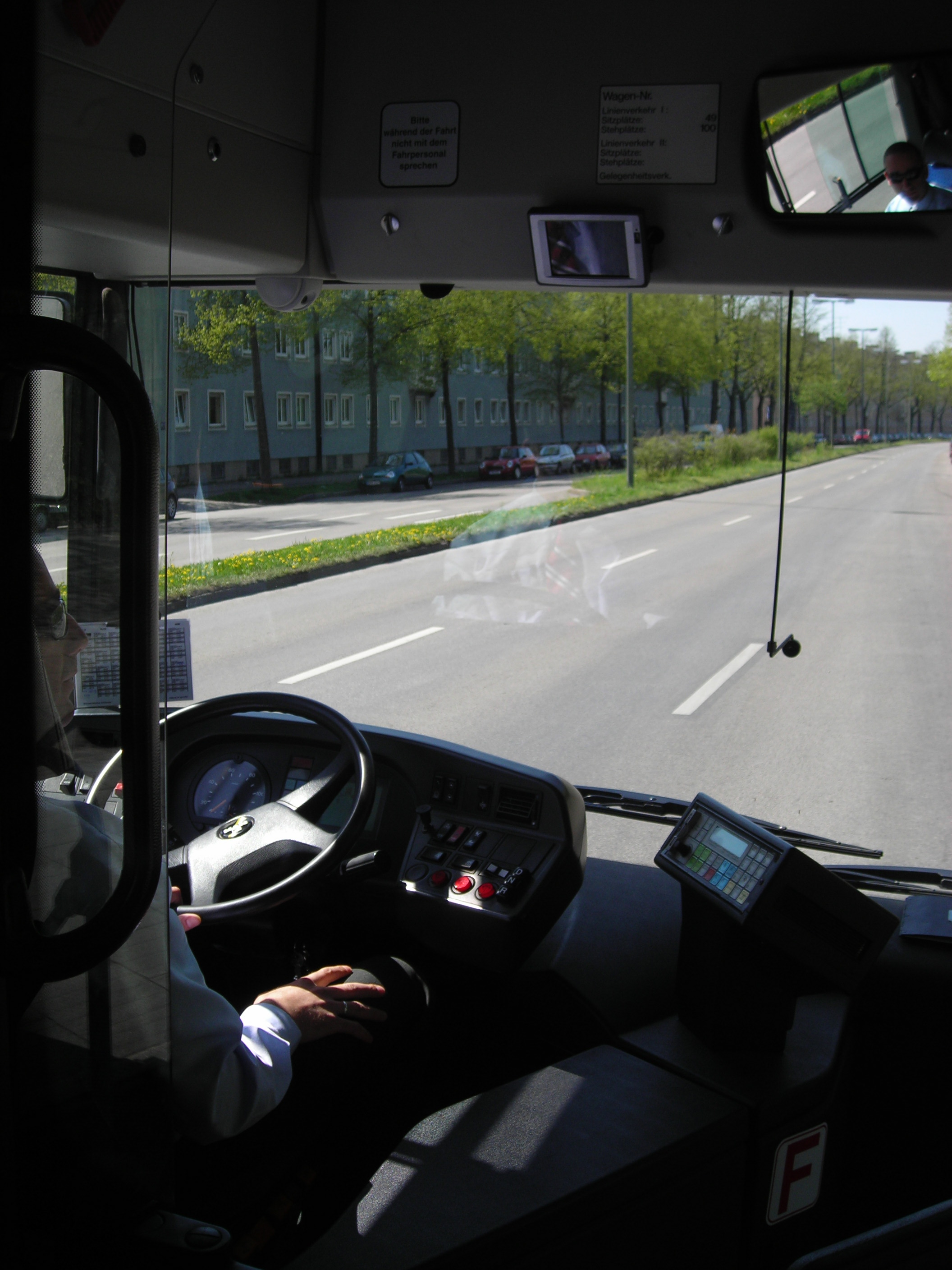
Posto de condução de um motorista de pesados de passageiros, dos transportes urbanos de Munique.

Um motorista é o profissional responsável pela operação e manutenção de motores de combustão interna, em veículos terrestres ou aquáticos. Na linguagem comum, também são designados "motoristas" ou choferes (se profissionais) os condutores de automóveis.

## História
O termo motorista vem do termo francês para foguista, porque os primeiros automóveis, como seus equivalentes ferroviários e marítimos, eram movidos a vapor e exigiam que o motorista alimentasse o motor. Os primeiros automóveis movidos a gasolina, antes do advento da ignição elétrica, eram acesos por "tubos quentes" na cabeça do cilindro, que precisavam ser pré-aquecidos antes de o motor dar partida. Daí o termo motorista que, neste contexto, significa algo como "aquecedor superior". O motorista prepararia os tubos quentes no início da viagem, após o que o ciclo natural de compressão do motor os manteria na temperatura correta. O motorista também fazia a manutenção do carro, incluindo manutenção e limpeza de rotina, e precisava ser um mecânico habilidoso para lidar com quebras e furos nos pneus durante o trajeto, muito comuns nos primeiros anos do automóvel.
Apenas os muito ricos podiam comprar os primeiros automóveis e geralmente empregavam motoristas em vez de dirigirem eles próprios. Um artigo de 1906 no The New York Times relatou que "o problema do motorista hoje é um dos mais graves com que o automobilista tem de lidar", e queixou-se de que "jovens sem nenhuma habilidade particular, que ganham de 10 a 12 dólares por semana, são repentinamente elevados a posições assalariadas pagando de $ 25 a $ 50" e recomendou o retreinamento dos motoristas de ônibus existentes.

## Condições
Embora o termo possa se referir a qualquer pessoa que dirige para viver, ele geralmente implica o motorista de um veículo de passageiros elegante, como uma carruagem puxada por cavalos, um sedã de luxo, um ônibus ou especialmente uma limusine; aqueles que operam ônibus ou veículos que não sejam de passageiros são geralmente chamados de "motoristas". Em alguns países, particularmente nas nações em desenvolvimento, onde uma oferta imediata de mão-de-obra garante que mesmo as classes médias possam pagar pessoal doméstico e, entre os ricos, o motorista pode simplesmente ser chamado de "motorista".
Atualmente, as pessoas às vezes empregam motoristas em tempo integral para dirigirem seus próprios veículos pessoais, mas também existem serviços profissionais que oferecem limusines ou carros de aluguel dirigidos por motoristas. Isso é muito semelhante, mas muito mais luxuoso do que pegar um táxi. Uma variedade de benefícios são citados para o uso de motoristas, incluindo conveniência, produtividade e economia de tempo, e segurança de direção para executivos e idosos. Os custos de seguro para veículos de luxo costumam ser menores se o motorista designado for um motorista.
Os requisitos legais para ser motorista variam de acordo com a jurisdição local e a classe do veículo. Em alguns casos, uma autorização simples é tudo o que é necessário, mas em outros uma licença profissional adicional com certos padrões mínimos em áreas como: idade, saúde, experiência de dirigir, ficha criminal, conhecimento geográfico local, treinamento frequentado.

## Treinamento
Além dos requisitos legais mínimos, as empresas de limusines geralmente exigem que seus motoristas passem por um treinamento extra específico.
Esses cursos podem envolver direção evasiva ou técnicas de direção defensiva, os métodos adequados para garantir a segurança nas condições mais extremas, como mau tempo, pneu furado em alta velocidade ou outras influências externas para perda de controle do veículo, etc. A maioria das empresas também tem seus próprios cursos quanto ao que esperam de seus motoristas. Os motoristas podem aprender a etiqueta adequada para uso quando estão na presença de sua clientela. Eles também podem ser treinados para serviços ao cliente além do próprio carro, como manobrista pessoal ou guarda-costas. Muitas empresas e agências de licenciamento locais atualmente exigem triagem de drogas aleatória - nos Estados Unidos, esse foi especialmente o caso após os ferimentos do jogador profissional de hóquei no gelo Vladimir Konstantinov, quando seu motorista recém-contratado, Richard Gnida, perdeu o controle de sua limusine e bateu numa árvore, deixando Konstantinov em coma.

## Vestuário
Em muitos lugares (ou às vezes no passado), a presença física adequada é apresentada pelo motorista o tempo todo. Isso geralmente inclui um indivíduo bem tratado, vestido de forma conservadora com um terno ou smoking preto ou escuro bem passado e bem passado, camisa social e gravata combinando apropriadamente, com luvas de couro preto e calçados combinando recém-polidos. Em algumas áreas, como o Japão, luvas brancas são a norma. Algumas empresas têm uniformes completos para seus motoristas e algumas exigem o uso de chapéus como parte do uniforme.
Geralmente, taxistas e motoristas de ônibus costumam usar roupas distribuídas pela empresas de acordo com o setor.

## Motoristas notáveis
- William Grover-Williams, motorista de William Orpen.[25]
- Julius Schreck, motorista de Adolf Hitler de 1926 a 1936.[26]
- Kay Summersby, motorista do Comandante Supremo da Força Expedicionária Aliada, Dwight D. Eisenhower.[27]
- Roosevelt Zanders conduziu Fidel Castro, Richard Nixon, Winston Churchill, Eleanor Roosevelt, Harry S. Truman e muitos outros.[28]
- Aloysio Nunes, foi motorista de Carlos Marighella.[29]
- Agnaldo Timóteo, foi motorista de Angela Maria.[30]

## Motoristas de embarcações

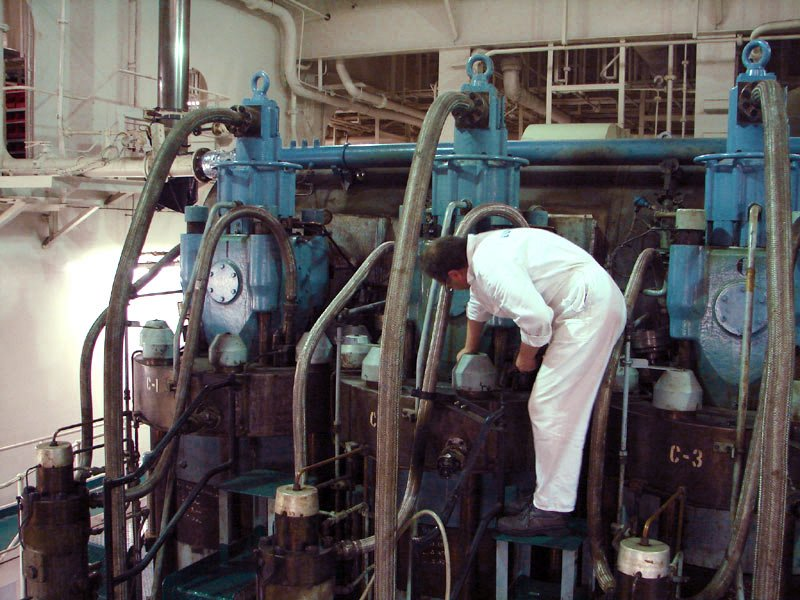
Motorista fazendo a manutenção de um MCI diesel MAN B&W de 25 800 kW e sete cilindros do navio-tanque Algarve.

Na marinha mercante, são designados "motoristas" os profissionais da secção de máquinas/seção de máquinas das embarcações propulsadas a motores de combustão interna (MCI).
O aumento do uso de MCI pela marinha mercante, na primeira metade do século XX, levou à necessidade da criação de profissionais especializados neste tipo de motores, que assumiram, em relação aos mesmos, funções análogas às que os maquinistas tinham em relação às máquinas a vapor.
Aos motoristas de embarcações compete, normalmente, a responsabilidade pela condução, manutenção preventiva e pequenas reparações das instalações de MCI marítimos de potência até 600 cv, das embarcações pesca e das embarcações de comércio de tráfego local, de navegação costeira e de cabotagem. Nas embarcações de comércio de longo curso ou com MCI de potência superior a 600 cv, estas funções são assumidas por oficiais de máquinas. Os motoristas e os oficiais de máquinas são auxiliados nas suas funções por ajudantes de motorista pertencentes ao escalão profissional de marinhagem.
Na atualidade, a generalização do uso de MCI e o quase desaparecimento do uso da máquina a vapor na marinha mercante, fez com que as funções de motorista prevalecessem sobre as de maquinista, levando à fusão das duas carreiras profissionais na maioria dos países. Por razões de tradição, a nova carreira unificada é muitas vezes designada de "maquinista" ainda que a prevalência dos MCI faça com que as funções destes profissionais sejam, essencialmente, as de motorista.
Em Portugal, os motoristas inseriam-se nas categorias profissionais de motorista prático de 1ª classe, de 2ª classe e de 3ª classe, pertencentes ao escalão da mestragem do pessoal de máquinas da marinha mercante. Em 2001 - em virtude da extinção, iniciada em 1989, da antiga carreira profissional de maquinista prático (máquinas a vapor) - os motoristas práticos passaram a designar-se "maquinistas práticos". Igualmente, os ajudantes de motorista passaram a designar-se "ajudantes de maquinista".
No Brasil, os motoristas da marinha mercante, conforme o grupo profissional onde se inserem, incluem-se nas categorias profissionais de condutores de máquinas, de condutores maquinistas-motoristas fluviais ou de condutores motoristas de pesca. Estes motoristas são auxiliados, respetivamente por marinheiros, moços e marinheiros auxiliares de máquinas, por marinheiros fluviais e marinheiros fluviais auxiliares de máquinas e por motoristas de pesca e aprendizes de motorista.

## Motoristas de automóveis
Os motoristas de automóvel são os profissionais cuja atividade é a condução de automóveis de passageiros ou de mercadorias. Normalmente, a profissão divide-se em motorista de ligeiros, motorista de pesados de mercadorias e motorista de pesados de passageiros. Regra geral, para aceder à profissão de motorista de ligeiros, apenas basta estar habilitado a conduzir automóveis. Já o exercício das profissões de motorista de pesados obriga a habilitações mais aprofundadas.
Na profissão de motorista de ligeiros incluem-se os motoristas de táxis e de outros automóveis de aluguel, os motoristas de empresas e instituições e os motoristas privados. Nos motoristas de pesados de mercadoria, incluem-se os motoristas de camiões/caminhões. Nos motoristas de pesados de passageiros incluem-se os motoristas de autocarro/ônibus e de troleicarro.

## Motoristas ferroviários
Em alguns países, são designados "motoristas" os profissionais responsáveis pela operação de veículos de propulsão elétrica sobre carris/trilhos, tais como comboios/trens, elétricos/bondes, metropolitanos e light rails. Nos países e territórios de Língua Portuguesa, estes profissionais são, normalmente designados "maquinistas" ou "guarda-freios".
Os motoristas ferroviários têm a seu cargo a condução e a manutenção dos motores elétricos, com funções análogas às dos maquinistas ferrovários.